# Chemin de fer d'Albi à Alban
La ligne d'Albi à Alban est une ancienne ligne de chemin de fer secondaire du groupe nord des Chemins de fer départementaux du Tarn.

## Histoire
La ligne est mise en service le 1er janvier 1909 entre la gare d'Albi-Orléans et Saint-Juéry (nouvelle section Albi Place Jean Jaurès - Saint-Juéry, la section gare d'Albi-Orléans - Place Jean Jaurès est commune avec la ligne d'Albi à Valence-d'Albigeois).
Le 14 février 1910, elle est prolongée de Saint-Juéry à Alban.